# تیپ ترکمن سوریه
تیپ‌های ترکمن سوریه (به عربی: كتائب التركمان السورية) یکی از گروه‌های مسلح مخالف حکومت بعث متشکل از جنگجویان ترکمن فعال در جنگ داخلی سوریه است. آنها جنگجویان ترکمنی هستند که نامشان را از دو تن از سلاطین سابق عثمانی به اسم سلطان فاتح و سلطان عبدالحمید گرفته‌اند. آنها عمدتاً در اعزاز و حلب به نبرد مشغول هستند.